# Штайнмаур
Штайнмаур (нім. Steinmaur) — громада  в Швейцарії в кантоні Цюрих, округ Дільсдорф.

## Географія
Громада розташована на відстані близько 100 км на північний схід від Берна, 16 км на північний захід від Цюриха.
Штайнмаур має площу 9,4 км², з яких на 13,7% дозволяється будівництво (житлове та будівництво доріг), 56,4% використовуються в сільськогосподарських цілях, 29,3% зайнято лісами, 0,6% не є продуктивними (річки, льодовики або гори).

## Демографія
2019 року в громаді мешкало 3609 осіб (+13,6% порівняно з 2010 роком), іноземців було 27,1%. Густота населення становила 384 осіб/км².
За віковим діапазоном населення розподілялося таким чином: 19,9% — особи молодші 20 років, 63% — особи у віці 20—64 років, 17,2% — особи у віці 65 років та старші. Було 1582 помешкань (у середньому 2,3 особи в помешканні).
Із загальної кількості 824 працюючих 156 було зайнятих в первинному секторі, 173 — в обробній промисловості, 495 — в галузі послуг.